# Geobacter
Las geobacterias (nombre científico: Geobacter) son un género de proteobacterias. Son bacterias anaeróbicas que tienen capacidades que las hacen útiles en biorremediación. Fueron los primeros organismos que se encontraron con la capacidad de oxidar compuestos orgánicos y metales (incluyendo hierro, metales radioactivos y compuestos derivados del petróleo) en compuestos benignos para el medioambiente. Todavía se encuentra bajo investigación para una variedad de aplicaciones. Estas bacterias son capaces de entregar los electrones procedentes del catabolismo a iones metálicos, vía cadena de transporte de electrones, pudiendo usar como aceptores finales de electrones Fe(III), U(VI) y V(V) entre otros iones metálicos.
En concreto, la reducción del ion soluble  U(VI) al insoluble U(IV) por parte de Geobacter spp., supone la eliminación de  este ion  de los acuíferos contaminados. Es posible estimular el crecimiento de Geobacter spp. en los acuíferos contaminados mediante la inyección de acetato  y así promover la biorremediación.
Geobacter spp. puede entregar los electrones del catabolismo al ánodo de las pilas microbianas, la energía de los compuestos orgánicos que Geobacter spp. utiliza como sustratos es de esta forma recuperada en forma de energía eléctrica.
Una de las especies más estudiadas es  Geobacter sulfurreducens